# Сингенез (мінералогія)
Сингенез (рос. сингенез, англ. syngenesis, нім. Syngenese f) — у мінералогії — одночасне (з чимось) утворення мінералів, гірських порід, руд і т. ін. Наприклад, утворення мінералів у осадових гірських породах під час осадонакопичення.
Сингенез — початкова стадія літогенезу (стадія формування осаду), яка передує його діагенезу.